# Ђорђе Ђенић
Ђорђе Ђенић (Сомбор, 26. децембар 1949 — Београд, 26. јун 2022) био је српски спортски новинар, репортер, карикатуриста, водитељ, уредник, публициста и учесник више аутомобилских релија. Од 2010. године власник је и уредник интернет сајта „Мој свет брзине”, на којем прати дешавања у Рели шампионату света (WRC), објављује прилоге из историје српског ауто-мото спорта и приказује своје тестове најнових модела аутомобила.
Учесник је више аутомобилских релија за шампионат Југославије и Европе, као рели сувозач посаде Владимир Ђенић — Ђорђе Ђенић. Највећи успех, друго место у класи 750 кубика (најбоље пласирана посада Србије у категорији „фића”), на релију у Хрватској, DELTA TLX  1977. шампионата Југославије.

## Биографија
Од 1950. године настањен је у Београду, где је похађао ОШ „Вук Kараџић”, затим Хемијско-техничку школу и студирао на Технолошком факултету и Факултету драмских уметности, на одсеку организација радија и сценских делатности.

### Новинарски рад
Био је дугогодишњи новинар Радио Београда, члан редакције емисије „Време спорта и разоноде”, а касније и водитељ Јутарњег програма Првог програма Радио Београда, од 1986. до 1994. године, као ученик Радивоја Марковића, Предрага Kнежевића, Марка Марковића, Миодрага Стојиљковића, Ратомира Вица.
Био је дугогодишњи реализатор и организатор врло популарне емисије „Спортски круг 202” Радио Београда 202, коју је водио спортски репортер Марко Марковић. Обавио је и интервју, 1982. године, са чувеним шампионом Формуле 1, Аустријанцем Ники Лаудом, приликом гостовања Малборо тима у Београду.
Писао је за многе медије, листове „Политика”, „Спорт”, „Вечерње Новости”, „Ауто мото ревија”, „Аутомобил”, „Спортске новости”, „Турбо”, „Тим”, „Ауто Билд”... Био је стручни консултант и сарадник ТВ емисије „Вреле гуме”.
Аутор је прве емисије у Србији, о аутомобилском и мотоциклистичком спорту код нас „ТВ Спринт”, која је први пут емитована 23. марта 1992. године на ТВ Политика. Приказано је 450 премијерних прича на многим телевизијама. Прва је емитована под насловом ТВ СПРИНТ, а касније је добила назив „Старт”.
Извештавао је са великих спортских догађаја, ауто и мото трка и релија, из Мизана, Валелунге, Муђела, Дижона, Салцбурга, Брна, Панонија ринга, Моста, Софије, Хунгароринга, релија Халкидики, релија Сан Ремо, релија Турска, релија Хиљаду миља у Италији...
Kао специјалиста за аутомобилски рели, дуго година је за РТС коментарисао највећи светски маратон, Дакар рели, као и ауто туринг трке наших шампиона Душана Борковића и Милована Микице Веснића. Био је коментатор РТС-а са „Трке шампиона” 1992. године на аеродрому Сурчин, као и ТВ коментатор ауто трке шампионата Југославије, на аеродрому Бутмир у Сарајеву.

### Илустратор и публициста
Илустровао све књиге песама за децу песника и новинара Светислава Вуковића. Имао је три изложбе карикатура. Прву изложбу отворили су новинар Милован Илић Минимакс и глумац Павле Минчић.
Објавио и написао три књиге о историји аутомобилског и мотоциклистичког спорта у Југославији и приче о најуспешнијим возачима Балкана. Године 2008. је приказао књигу „Мој свет брзине”, потом и проширено издање под истим насловом, а 2012. је представљена његова књига „Тркачка позорница”. Kњиге су пред великим бројем спортских возача и гостију из целе земље презентиране у Музеју аутомобила Братислава Браце Петковића, у Београду.

## Занимљивости
Ђорђе Ђенић је 1979. године обавио интервју са чувеним возачем Немачке, Манфредом фон Браухичем, другопласираним на Гран при трци Велика награда Београда, 1939. године у Београду, око Калемегдана. Интервју је реализован путем телефона, на линији Београд - Берлин, а прилог о трци и о разговору са светским асом је објављен септембра 1979. године у телевизијској емисији РТС-а „Индирект”.
Био је то први послератни телевизијски приказ о чувеној трци у Београду из 1939. године, коју је пратило 100.000 гледалаца и о којој није било упутно писати, због тога што је организована од стране монархије и уз учествовање возача из Немачке и Италије. У истој емисији је објављен и разговор са легендарним београдским мотоциклистом Војом Иванишевићем, учесником трке око Kалемегдана, 3. септембра 1939. године.

## Награде
- 1978. Специјално признање за 1000. емисију Време спорта и разоноде, Првог програма Радио Београда,
- 1990. Награда „Најбољи новинар Југославије за релије”, додељена у Ријеци. Награду су предложили спортски функционери Словеније и организатори великог евро релија „Сатурнус”,
- 1994. Признање Ауто мото савеза Југославије за дугогодишњу сарадњу,
- 2007. Признање Спортског ауто мото савеза Србије за допринос ауто мото спорту,
- 2010. и 2011. Признање Мото савеза Србије за допринос развоју мото спорта,
- 2017. Награда за животно дело, Удружења спортских новинара Србије, додељена у Скупштини града Београда.[5]